# Zenon Kozłowski
Zenon Kozłowski (ur. 1959) – polski koszykarz występujący na pozycji skrzydłowego, wielokrotny medalista mistrzostw Polski.

## Osiągnięcia
Drużynowe
- Mistrz Polski (1982, 1988)
- Wicemistrz Polski (1981, 1983, 1986)
- Finalista pucharu Polski (1979)
- Awans do ekstraklasy z Górnikiem Wałbrzych (1974, 1976)